# Skibniewscy herbu Ślepowron

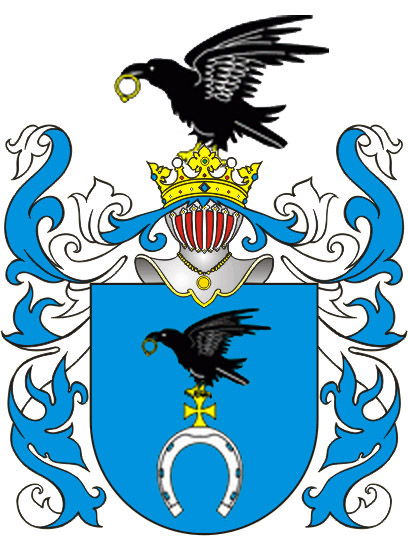
Herb Ślepowron

Skibniewscy – polski ród szlachecki pieczętujący się herbem  Ślepowron.

## Członkowie rodu
- Wiktor Skibniewski (1787-1859) właściciel m. Wołkowce, Porzecze Nowe i Dunajowce
  - Bronisław Skibniewski (1830-1904) właściciel m. Balice, wiceprezes Banku Rolniczego
    - Aleksander Skibniewski (1868-1942) właściciel m.Hliboka, poseł na Sejm Krajowy Bukowiny
      - Maria Skibniewska (1907-1984), mąż: Józef Ostaszewski (1904-1989)

    - Stefan Leon Skibniewski (1878-1942) protonotariusz apostolski, profesor filozofii
    - Mariusz Skibniewski (1881-1939) jezuita, prof. Papieskiego Instytutu w Rzymie
    - Ludwik Skibniewski (1876-1962) właściciel m. Maćkowice
      - Mateusz Skibniewski (1912-2002) przeor klasztoru benedyktynów w Tyńcu

  - Mścisław Skibniewski (1834-1902) właściciel m. Wołkowce, Andrejkowce, Rajkowce i Rososze
    - Jakub Wacław Skibniewski (1864-1951) właściciel m. Andrejkowce
      - Stanisław Skibniewski (1901-1958) bohater Powstania Warszaw., żona: Maria ze Skibińskich Skibniewska (1904-1984)

    - Zygmunt Skibniewski (1868-1922) właściciel m. Rososze
      - Zygmunt Skibniewski (1905-1994) architekt, żona: Halina z Erentzów Skibniewska (1921-2011)
      - Jadwiga Skibniewska (1906-1971), mąż Józef Targowski (1883-1952)